# Order Zasługi dla Socjalistycznych Węgier
Order Zasługi dla Socjalistycznych Węgier (węg. Szocialista Magyarországért Érdemrend) – wysokie odznaczenie cywilne WRL, nadawane w latach 1976–1989 za wieloletnią i doskonale wykonywaną pracę, wybitną działalność społeczną lub u uznaniu aktywnego i twórczego dorobku. Orderem tym odznaczono łącznie 1965 osób.